# 系外行星的發現
| 凌日法 徑向速度 微引力透鏡 | 直接影像 凌日時間變分法 脈衝星計時法 |

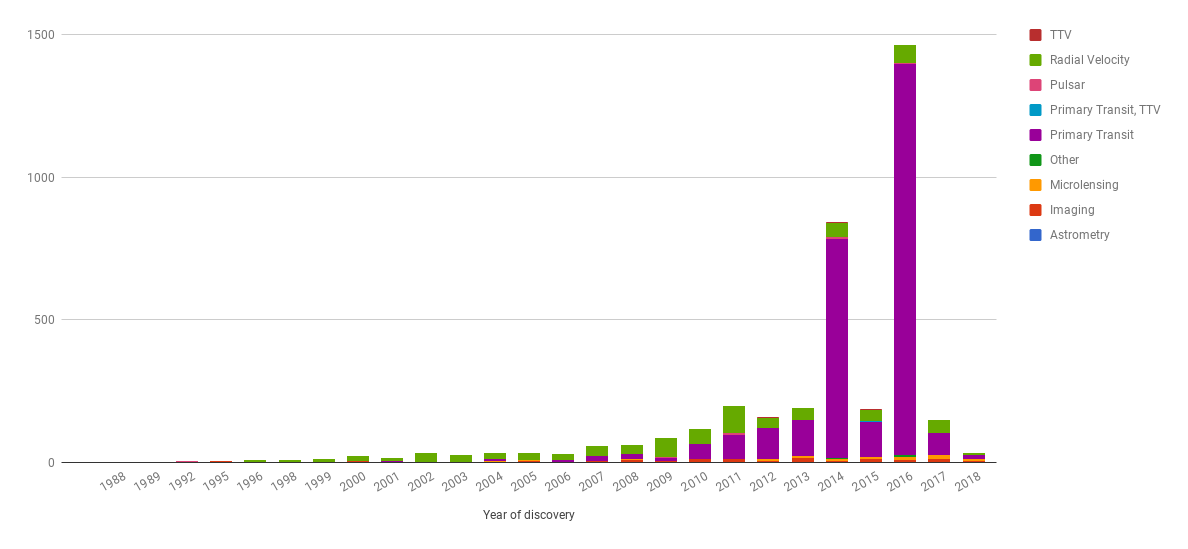
截至 2018 年 4 月，每年發現的太陽系外行星數量，顏色表示探測方法:
凌日法
徑向速度
微引力透鏡
直接影像
凌日時間變分法
脈衝星計時法

系外行星是指位於太陽系之外的行星。早在1917年，天文學家就發現了第一顆系外行星的證據，但直到2016年才被認可。儘管早期有許多所謂的「發現」，後來其中一些得到了證實，但天文學家認為，第一顆真正被發現的系外行星是1988年發布的一份可能的候選行星名單，直到2002年才得到證實。
第一個被證實發現的系外行星是1992年，當時發現了圍繞著脈衝星PSR B1257+12運行的類地質量行星.。1995年首次確認存在圍繞主序星運行的系外行星，當時人們在附近的飛馬座51周圍發現了一顆巨行星。一些系外行星已經透過望遠鏡直接成像，但絕大多數是透過間接方法探測到的，例如凌日法和徑向速度法。截至2025年，共有4,461個行星系統確認有5,943顆系外行星，其中976個系統擁有一顆以上的行星。

## 1988年-1992年
- 少衛增八Ab：1989年，天文學家公佈少衛增八的徑向速度變化與一顆軌道周期為2.5年的行星一致[3]。然而，由於錯誤地將少衛增八歸類為巨星，加上低估了雙星的軌道，意味著該行星的軌道不穩定，導致一些天文學家懷疑這些變化僅僅是由於恆星自轉造成的。少衛增八Ab最終於2002年得到證實[4][5]。
- HD 114762 b：天體的最小質量是木星質量的11倍，軌道周期為89天。HD 114762 b被發現時，天文學家認為是一顆棕矮星[6]，儘管後來被列入太陽系外行星目錄[7][8]。2019年，天文學家發現它確實是一顆棕矮星或紅矮星（而不是系外行星）[9]。
- PSR B1257+12：天文學家首次確認發現系外行星是1992年，當時在毫秒脈衝星PSR B1257+12周圍發現一個類地行星系統[2]。

## 1995年-1998年
- 飛馬座51b：1995年，成為第一顆被證實存在的圍繞主序星運行的系外行星。飛馬座51b是一顆熱木星，軌道周期為4.2天[10]。
- 大熊座47b：類似木星的行星於1996年被天文學家發現，是第一顆長週期系外行星，軌道距離恆星2.11天文單位，偏心率為0.049。第二顆伴星的軌道距離為3.39天文單位，偏心率為0.220±0.028，週期為2190±460天。
- 北冕座ρb：1997年，天文學家發現一顆系外行星，其軌道週期為39.8天，最小質量與木星差不多。有人認為可能是由軌道上的恆星伴星而非行星引起[11][12]，但隨後的分析證實行星存在[13]。
- 格利澤876b：1998年，天文學家發現第一顆圍繞紅矮星（格利澤876）的行星，與恆星的距離比水星與太陽的距離還要近。隨後，人們發現了更多距離恆星更近的行星[14]。